# Sandon

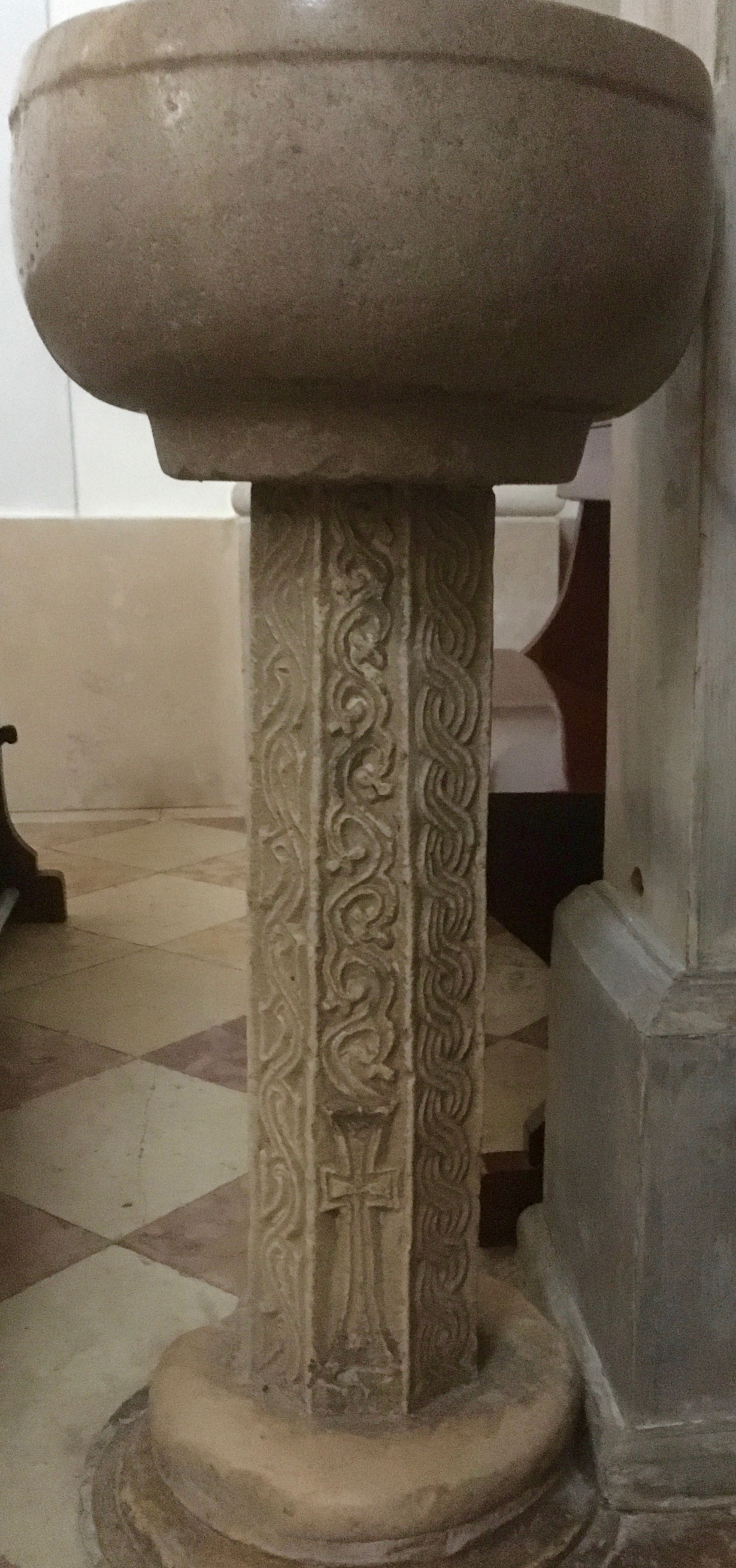
Colonnina in pietra (arte ravennate V secolo d.C.?).Chiesa di san Giacomo di Sandon

Sandon è l'unica frazione del comune italiano di Fossò, nella città metropolitana di Venezia.

## Geografia fisica
Si estende in una fertile area pianeggiante (9 metri sul livello del mare) nella zona della "Riviera del Brenta" tra Padova e Venezia. 
È attraversata dal fiume Brenta e dista 2,45 km da Fossò.
È composta da 6 contrade: Molinetto, Celestia, Padova, Cartile, Chiesa e Provinciale.

## Storia
“Da alcune memorie sparse qua e là rilasciate dai miei antecessori ho potuto raccontare un po’ di storia di questa parrocchia. Sandon venne così nominato, non dal nome di un santo, ma dai ‘sandoni’, grosse barche di gran portata che da Venezia, attraversando la laguna, venivano introdotte sul fiume Cornio che – scrive il Gennari parlando dei fiumi del territorio di Padova – era un fiume non ignobile del padovano. Detti ‘sandoni’ approdavano alla riva di questa villa (inteso come paese ndr), per caricare granaglie, vino, biada ed altri generi per i bisogni di Venezia, onde, come si riscontra negli antichi documenti, appellavasi questo luogo ‘Ripa Sandonis’ ed in seguito correttamente Sandon”. Con queste parole, scritte in una propria memoria del 1925, don Giuseppe Borsato, parroco a Sandon dal 1911 al 1938, anno della sua morte, dava una propria interpretazione sull’origine del nome del piccolo paese presso il quale aveva cura delle anime.
È invece Ferdinando Salvatori, nel suo pregevole libro “Memorie di Sandon”, pubblicato nel 2011, a dare notizia di un passato molto antico per la frazione di Fossò citando la presenza, attorno alla chiesa, di numerosi resti di materiale di pietra trachitica dei Colli Euganei, in parte costituiti da grossi blocchi squadrati, due dei quali decorati. Reperti antichissimi, sui quali sono state fatte numerose supposizioni meritevoli di un prossimo studio. Ancora Ferdinando Salvatori, nel citato libro, riporta la notizia (corredata da immagini), del rinvenimento nel 1960 presso la campagna De Lorenzi di alcune tombe di epoca romana con corredo funerario costituito da anfore, ampolle e lucerne.
Tornando alle memorie di don Borsato, così egli descrive l’abitato di Sandon prima della costituzione della parrocchia: “Non era Sandon, come vedremo, ancora una parrocchia, ma una villa che apparteneva quasi tutta ai due monasteri delle monache di san Giovanni di Torcello e delle Vergini della Celestia, ad eccezione di una piccola tenuta, detta dei Crociferi, appartenente al nobile veneziano Caffrè e di qualche altra cesura. Quanto apparteneva ai monasteri venne demaniato da Napoleone I e, dopo essere stato appaltato ad alcuni impresari che si succedettero, uno peggiore dell’altro, senza nessuna utilità da parte del Demanio, fu venduto per meschinissimo prezzo e ciò perché soggetto a inondazioni”.
Comune dal 1806, Sandon fu successivamente unito a Fossò nel 1815, quando il Veneto passò sotto il controllo del governo austriaco.
Tra i fatti memorabili accaduti in paese, rimase a lungo nella memoria degli abitanti di Sandon il terribile freddo del 1929, così raccontato da don Borsato nella citata Cronistoria parrocchiale: “Nei giorni dall’1 al 7 febbraio 1929, preceduti da una abbondante nevicata, la temperatura scese quasi normalmente a 15, 16 e 18 gradi sotto lo zero. Anche l’acqua delle ampolline addette per la Santa Messa fu trovata tutta un pezzo. Tutti dicevano non ricordarsi di un freddo simile, come non vi era ricordo di tanta miseria e fame, causa la lunga siccità dell’estate scorsa: cinque mesi senza pioggia. Aggiungo che oggi, giorno di san Giuseppe 19 marzo, la temperatura è discesa a zero gradi. Nei giorni dall’8 al 29 febbraio discese sempre a 17, 18 gradi sotto zero. Nel giorno 19 si trovò tutto agghiacciato anche il vino nella ampollina per la Messa. Nelle cantine il vino si agghiacciò quasi tutto e moltissime piante, viti, ficaie etc. morirono. I danni del freddo furono grandissimi, si predice che il 70, 80% delle viti vecchie siano morte. Il 4 aprile la temperatura è discesa a zero. La neve è caduta in diverse parti d’Italia e in grande quantità in Russia. Oggi 7 aprile 1929 vedo il Cornio in parte agghiacciato. Da sessanta anni in poi non si vide tanta povertà come nell’inverno 1929|30, a causa della siccità, tempesta, completa mortalità della vigna, deprezzamento dei generi; anche famiglie economicamente solide rimasero senza bestiame e cariche di debiti”.
Paese marcatamente agricolo, dalla seconda metà del secolo scorso Sandon ha avuto uno sviluppo edilizio residenziale importante, pur mantenendo alcune caratteristiche di un borgo antico con importanti testimonianze storico-artistiche degne di essere conservate e rivalutate.

## Monumenti e luoghi d'interesse
Chiesa di San Giacomo
Nel suo libro “Sandon: una storia ritrovata”, dedicato al restauro del dipinto “il Crocifisso tra sant’Antonio e santa Marta” custodito nella chiesa parrocchiale, la studiosa Sara Grinzato ripercorre la storia della chiesa di Sandon. Sulla base dei documenti archivistici si può affermare che, presumibilmente, l’origine della chiesa possa essere di fondazione romanica, dato che la sua presenza è almeno testimoniata nel XIII secolo. 

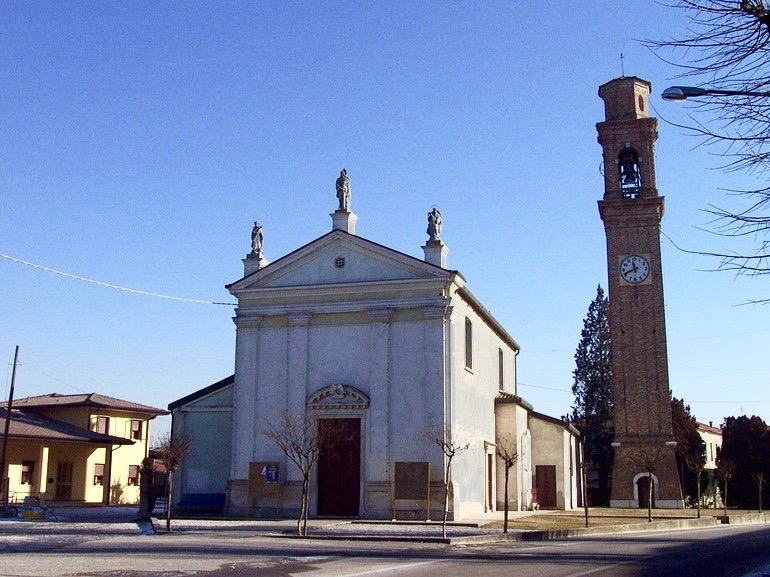
Chiesa di san Giacomo di Sandon

L’edificio sacro fu intimamente legato alle istituzioni monacali, che qui si insediarono in epoca medievale. In particolar modo furono due i conventi a lungo presenti nella storia del centro rurale di Sandon: quello delle monache della Celestia e quello delle monache di San Giovanni Evangelista di Torcello. Secondo la tradizione, entrambi i conventi avevano un proprio oratorio, il primo dedicato a sant’Agata e il secondo a san Giacomo Apostolo.
Alla fine del Duecento, vi erano quattro chiese che coprivano il territorio parrocchiale di Sandon: quella di sant’Agata di Sopracornio, quella di santa Maria della Corte, quella di san Giacomo di Sandon e quella di san Tommaso di Corte. Nella visita pastorale del 1455, i territori di sant’Agata e san Giacomo risultano essere uniti, cioè facenti parte alla stessa parrocchia. A quella data sant’Agata occupa maggiore spazio di san Giacomo, tanto che solo nella prima c’era il fonte battesimale, a differenza di quanto affermato nei documenti del Cinquecento in cui la seconda è sempre considerata con più attenzione.
A metà Settecento la chiesa di san Giacomo fu sottoposta a radicali lavori di ampliamento e restauro. In quell’occasione fu dipinto l’affresco sul soffitto raffigurantel’apparizione di Nostra Signora del Pilar a san Giacomo Apostolo.
La conformazione interna della chiesa prevedeva la presenza di tre altari, il maggiore dedicato al Santissimo Sacramento, quello di destra dedicato al Crocifisso, e quello di sinistra alla Beata Vergine Maria del Rosario.
La nuova struttura settecentesca rimase immutata nel corso dell’Ottocento. Nel 1927 due pittori (Giovanni Chinello e Fioretto Luigi), furono incaricati di eseguire una nuova decorazione al suo interno.
A metà dello scorso secolo furono risistemati l’altare maggiore e l’altare della Beata Vergine Maria, a sinistra della navata.
I recenti restauri hanno valorizzato l’impianto decorativo novecentesco, l’affresco sul soffitto e le altre opere d’arte presenti nel sacro edificio.
Le opere d'arte custodite nella chiesa parrocchiale

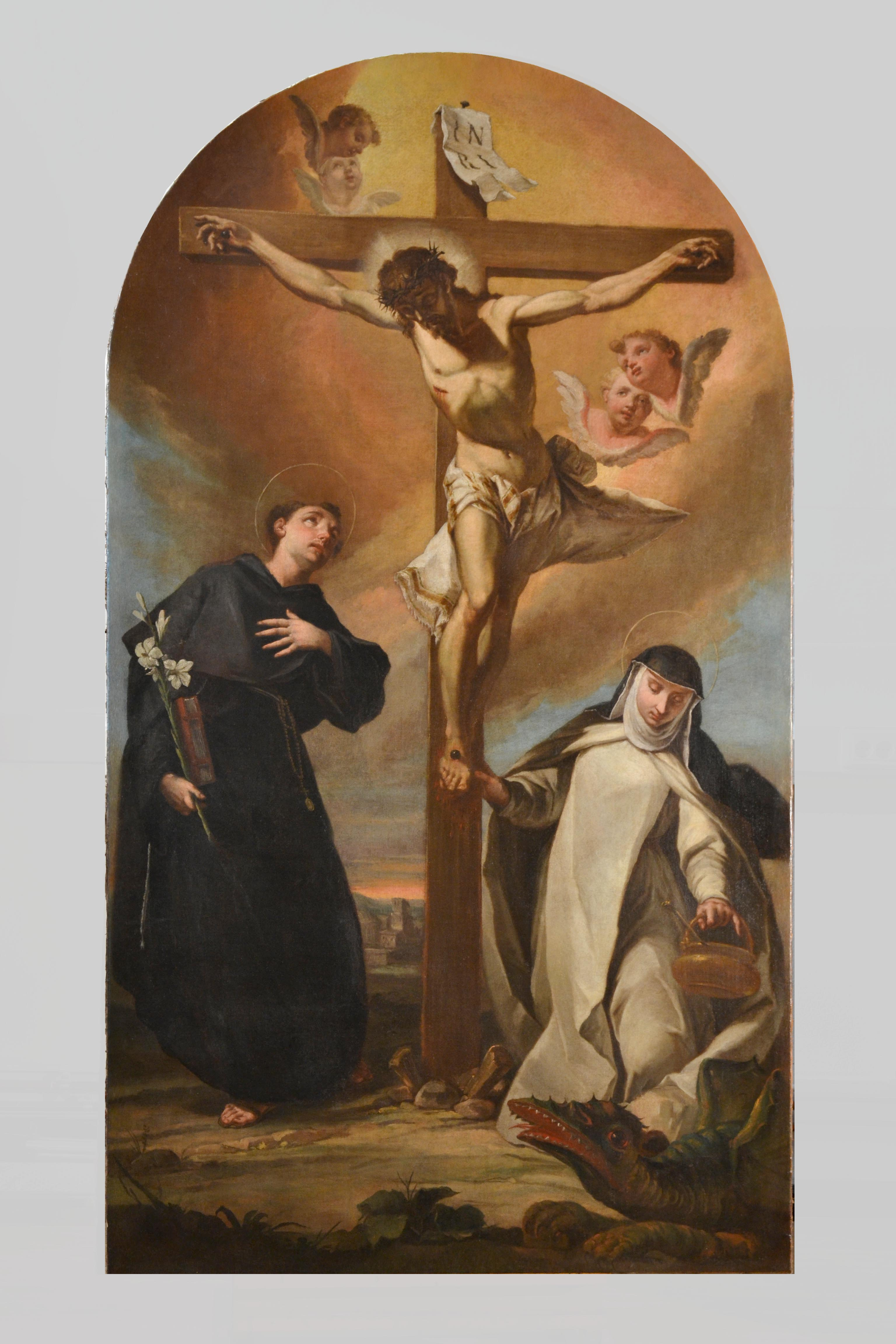
La pala con "Il Crocifisso tra sant'Antonio e santa Marta".

La pala dell'altare maggiore, opera di Giovanni Battista Pellizzari (1598-1660) rappresenta l'apparizione della Madonna con il Bambino Gesù a san Giacomo Apostolo e, sullo sfondo, il panorama delle mura di Verona con l'Adige.
La pala del Crocifisso, sull’altare di destra, raffigura il Crocifisso tra sant’Antonio e santa Marta. Questa interessante opera d’arte è stata oggetto di un accurato restauro eseguito nel 2011 da Sara Grinzato sotto la direzione dell’Istituto Veneto per i Beni Culturali. L’importante recupero ha permesso una nuova lettura dell’opera, compromessa da ampie deformazioni della tela e da un generale oscuramento della superficie che impediva di cogliere, tra gli altri particolari, la raffigurazione sullo sfondo del borgo di Sandon, riprodotto dal pittore al momento del tramonto. Per quest’opera ritrovata, assegnata in precedenza a Giambattista Pittoni (1687-1767), Sara Grinzato ha avanzato l’attribuzione a Mattia Bortoloni (1696-1750): artista originario di Rovigo formatosi presso la bottega di Antonio Balestra.
Tra le altre opere artistiche della chiesa, oltre al grande Crocifisso ligneo ottocentesco, merita di essere segnalata la statua in marmo di Carrara della Madonna Addolorata attribuita per lungo tempo ad uno scultore della famiglia Bonazza (ma per confronti stilistici evidenziati dallo studioso di statuaria veneta Damir Tulić più vicina alla mano di Giuseppe Bernardi, primo maestro di Antonio Canova), proveniente dall’oratorio di villa Caffrè di cui si dirà in seguito. Di pregevole fattura anche i due angeli adoranti dell’altare maggiore.
Particolarmente interessante è, infine, la “pila dell’acqua santa” in pietra, con base a colonnina di arte ravennate (V secolo d.C.?), probabilmente frutto di un prezioso dono offerto in passato dalle monache di Torcello e proveniente da una chiesa dell’isola lagunare.

## Villa Caffrè
Attualmente in stato di profondo degrado, villa Caffrè fu costruita nella seconda metà del XVII secolo dall’omonima famiglia.
Specializzati nel tessere panni di lana, i fratelli Giacomo e Gasparo Caffrè, domiciliati a Venezia in contrà di san Canciano, nel 1661 dichiaravano al fisco di possedere “in Villa di Sandon sotto Piove di Sacho una possessione di campi novanta con cortivo, orto e fabriche fatte da novo”. Queste “fabbriche”, e la proprietà, sono raffigurate nella mappa della Sesta Presa, datata 1675, e redatta dal perito Paolo Rossi. Eccone la descrizione: “Terra A.P.V. Alta con casa dominical e casa da abitadori de D.Giacomo Caffrè lavorata parte in casa e parte Zuane Calegaro e Checo Ragazzo”.
Sono gli scritti di don Giuseppe Borsato a restituirci l’immagine di quello che doveva essere un luogo incantevole sulle rive del Cornio prima del suo totale abbandono: “Il palazzo, che era abitato dal nobiluomo Caffrè per la maggior parte dell’anno, si poteva chiamare una vera abitazione di un nobile veneto. Metteva all’ingresso della suntuosa sala una bella gradinata nella parte di tramontana, ordinata dall'illustrissima ᑎᐅᔪ ᐸᒍ . Dall’uno all’altro lato ergevansi due grandiose adiacenze che si allungavano verso mezzodì. Di fronte un bellissimo giardino nel quale un cancello di ferro apriva il varco alla campagna; a mattina un brolo spazioso con ogni sorta di frutta; il tutto chiuso da una grossa ed alta muraglia come da un ben difeso castello. Non mancavano tutte le possibili comodità e bellezze; alla parte di sera eranvi la casa e la stalla boaria pel lavoro della campagna”.
In dotazione alla villa esisteva anche un oratorio. Sempre don Borsato scrive: “L’oratorio era attiguo al sontuoso palazzo del Nobiluomo Caffrè eretto senza risparmio e di grande pretenzione. Aveva un bellissimo altare di marmo di Carrara, tutto rimesso in verde antico e rosso di Francia, e sopra di questo una statua, pure di marmo di Carrara, rappresentante Maria Addolorata. Questo oratorio aveva la gloria di essere stato benedetto dal Rezzonico (poi papa Clemente XIII ndr), allora vescovo di Padova, l’anno 1752, come veniva istoriato da una lapide posta sulla sua facciata”.
Palazzo e oratorio, dopo la morte di Gasparo Caffrè, furono destinati per testamento, insieme al resto dei suoi beni, a tre luoghi Pii di Venezia: metà al Pio Luogo delle Penitenti di San Giobbe, l’altra metà divisa tra il Pio Luogo del Soccorso e la Congregazione delle Donzelle Periclitanti.
Per amministrare i beni ereditati, nel 1784 i tre luoghi Pii istituirono una Commìssaria, detta “Commìssaria Caffrè” la cui gestione era affidata a Deputati scelti tra patrizi veneziani.
Nel 1785 l’intero patrimonio Caffrè fu messo in vendita attraverso la formula del “pubblico incanto”. Solamente nel 1791 la proprietà di Sandon trovò un acquirente nella famiglia Valvassori di Padova.

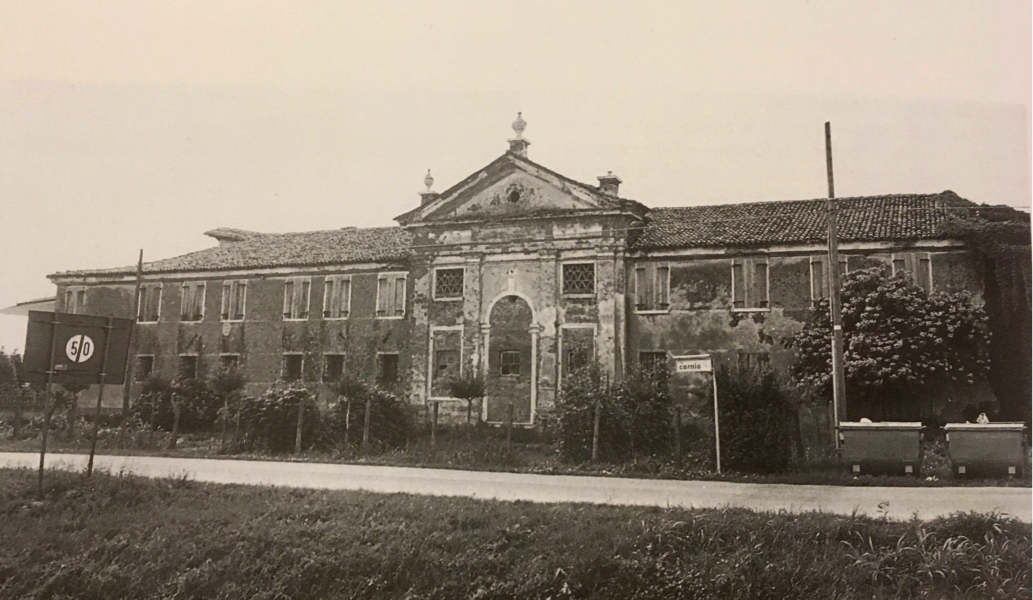
Villa Caffrè in una foto degli anni Ottanta del secolo scorso

I nuovi proprietari non ebbero cura della villa e, come scrive don Borsato, “lasciarono tutto in abbandono e poi cedettero ad un prezzo vilissimo chiesetta, muraglie e adiacenze, privando Sandon della gloria di non avere in seno uno dei migliori palazzi dei veneti patrizi, come si può arguire ancor oggi da tutto ciò che ancora rimane del grandioso fabbricato”.
Nel catasto napoleonico del 1811 il palazzo è citato comecasa d’affitto. Nel catasto austriaco la situazione risulta immutata, salvo la demolizione di una delle due barchesse. In seguito sarà demolita anche l’altra barchessa e al suo posto troverà spazio un capannone ad uso agricolo. Negli anni Trenta del secolo scorso la proprietà fu venduta alla famiglia Cecchinato e, successivamente, alla famiglia Zabeo.
Acquisito dal Comune di Fossò, l’immobile è stato messo in sicurezza per evitarne il crollo.

## Fattoria Saggiori Salvatori
Sulla storia di questa costruzione ha scritto un capitolo Ferdinando Salvatori nel libro “Memorie di Sandon”, ripercorrendo la storia antica e più recente con suggestive immagini custodite nell’archivio di famiglia.
Di antichissime origini, documentate attraverso remote fondazioni rimesse in luce all’interno della costruzione e visibili grazie a una vetrata a protezione, la splendida dimora racconta un affascinante passato.
Si tratta di una tra le più importanti fattorie monastiche sopravvissute che non solo fungeva da residenza del fattore, ma anche da deposito delle derrate d’affitto degli altri numerosissimi campi di proprietà delle monache di San Giovanni Evangelista di Torcello. È don Borsato ad offrirci un’immagine di questo luogo nei primi decenni del secolo scorso: “A mezzodì dell’attuale chiesa parrocchiale esiste l’agenzia già delle monache di Torcello, con adiacenze, granaio, cantina e casa di abitazione del fattore, in uno stato lodevole per cura della proprietaria Maria Concetta Zanon, colla tenuta di 424 campi padovani” (circa 170 ettari).
Come descritto in una relazione redatta dal Ministero per i Beni Culturali, la fattoria è situata in un’isola delimitata dal fiume Cornio ed è dotata di vari fabbricati, tra cui uno splendido edificio porticato. Nel terreno antistante le costruzioni vi è ad ovest una zona destinata a giardino, che conserva un tiglio secolare e altre piante ad alto fusto, mentre a sud, a ridosso dei campi, vi è l’aia a forma rettangolare, a livello un po’ più basso del terreno, selciata in cotto e delimitata da un muretto in mattoni. Al centro un’elegante vera da pozzo in pietra d’Istria di antica origine contribuisce a rendere questo luogo magico e piacevole alla visita. Ricca di piante, luci, colori e angoli riposanti, la storica dimora attualmente ospita un B&B.

### L'antica Fornace
Lungo la via Provinciale, a pochi passi dalla chiesa di Sandon, sorge un piccolo complesso di archeologia industriale, purtroppo abbandonato, costituito dalla fornace con essiccatoio.
Fu l’ingegnere Moderato Saggiori a promuovere la realizzazione di una fornace per laterizi, il cui inizio attività è datato da don Giuseppe Borsato al 1907. La costruzione fu realizzata in adiacenza e ad est di un vecchio alto fornasottoormai obsoleto già menzionato in un registro del 1744 fra le proprietà del monastero di San Giovanni Evangelista di Torcello. Come ricorda Ferdinando Salvatori: “La nuova fornace, allora moderna, di tipo Hoffmann, dal nome del suo ideatore, è stata la prima che ha permesso, oltre che un vistoso risparmio di combustibile, anche il vantaggio di una cottura più uniforme di tutta la massa dei mattoni e una produzione assai migliorata per essere graduale sia il riscaldamento che il raffreddamento dei materiali. La nuova fornace, oltre a portare un contributo all’impiego della manodopera locale, allora addetta quasi esclusivamente ad attività agricole, favorì il rinnovamento degli ancora esistenti ‘casoni’, le tipiche dimore a solo pianterreno con pavimenti di terra battuta e tetti a forti spioventi di paglia e canne, sopravvissuti nel territorio fino agli anni Sessanta del secolo scorso”.

### Lo scavo della deviazione del fiume Brenta detta "la Cunetta"
La costruzione del nuovo alveo del fiume Brenta, scavato per far defluire le acque verso la laguna con l’intento di salvare in caso di piena i paesi della Riviera del Brenta dalle terribili inondazioni ricorrenti, cambiò il volto del paese di Sandon.
È sempre don Borsato a ricordare questo importante avvenimento:“Nell’anno 1817 venne tracciato l’alveo della Cunetta e fatti due campioni per la dimensione ed altezza degli argini, collo scopo anche di dare sovvenimento a tanta gente che in causa della carestia soffriva la fame. Nel 1847 venne cominciato il lavoro nel fiume, che nel susseguente anno 1848 restò sospeso in causa della rivoluzione. Nel 1852 tale lavoro venne ripreso e terminato nel 1858, quasi unitamente al ponte, del quale vennero gettate le fondazioni nel 1855, con la spesa complessiva di 800.000 lire austriache.
Passarono 26 anni da quando, con grande soddisfazione del popolo di Sandon e di Liettoli, fu compiuta l’opera grandiosa del ponte, tanto comodo per i viaggiatori che per diversi anni dovettero transitare sopra un piano sulle barche. Ma ecco che nel 1882, nella notte del 16 settembre, una straordinaria piena del Brenta, travolgendo ogni sorta di legname e di cose, schiantò anche il nuovo ponte, che poi venne rifatto nel 1887 tutto in ferro, molto più elegante e massiccio”.
Con lo scavo della Cunetta, fu distrutta definitivamente la fattoria delle monache della Celestia, ivi collocata, come ci informa la preziosa penna di don Borsato: “Eravi là una bella agenzia con comodissima casa ad uso del fattore, una vasta adiacenza ad uso granaio e cantina, con brollo (frutteto ndr),  difeso all’intorno da una muraglia. Anche tutto questo fu demolito in occasione del nuovo canale la Cunetta e l’area complessiva ha dato luogo all’argine ed in gran parte alla Cunetta medesima”.
Il 17 gennaio del 1954 fu inaugurato il nuovo ponte sul Brenta costruito su pilastri e impalcato di cemento armato in sostituzione di quello del 1887 danneggiato dal tempo e, soprattutto, dai frequenti e numerosi bombardamenti alleati durante la fine della Seconda guerra mondiale che lo resero inagibile per un lungo periodo.